# Dwergsaffraangors
De dwergsaffraangors (Sicalis columbiana) is een zangvogel uit de familie Thraupidae (tangaren).

## Verspreiding en leefgebied
Deze soort komt voor in noordelijk, oostelijk en centraal Zuid-Amerika en telt 3 ondersoorten:
- Sicalis columbiana columbiana: van oostelijk Colombia tot noordelijk Venezuela.
- Sicalis columbiana leopoldinae: oostelijk Brazilië.
- Sicalis columbiana goeldii: centraal Brazilië.